# 诺阿·格拉斯
诺阿·格拉斯為美国科技企业家，是Twitter和Odeo的联合创始人。格拉斯被认为创造了Twitter这个名字的缩写版Twttr。

## 生平
離開光影魔幻工業之後 ，格拉斯與Macromind（现Macromedia）的创始人马克·坎特合作完成了幾個项目。 
格拉斯後來開發了AudBlog，允許用戶使用手機远程上傳音頻，后来AudBlog與埃文·威廉姆斯的Blogger.com合并，之後創造出了Odeo播客公司，现已于2017年关闭。
2006年，格拉斯提出了Twitter的想法。 在《孵化Twitter》一书中，格拉斯被认为是推特的共同创始人，帮助實現Twitter的想法并設計了核心功能。